# Béguey
Béguey ist eine französische Gemeinde im Département Gironde in der Region Nouvelle-Aquitaine. Die Gemeinde gehört zum Kanton L’Entre-deux-Mers, einem Teil des Arrondissement Langon und liegt im Einzugsgebiet der Großstadt Bordeaux.

## Geografie
Béguey liegt am rechten Ufer der Garonne auf eine Höhe von 2 bis 90 Meter über dem Meer. Hier mündet das Flüsschen Euille in die Garonne ein. Südliche Nachbargemeinde ist Cadillac, östlich liegt Laroque und nördlich Rions. Im Westen grenzt Podensac an die Gemeinde. Von Bordeaux liegt Béguey etwa 29 km Luftlinie entfernt.

## Einwohnerentwicklung
Die Bewohner von Béguey werden Bégueyrais genannt. Die Einwohnerzahl beträgt 1257 Einwohner (Stand 1. Januar 2022) und blieb seit Beginn der Aufzeichnungen im Jahre 1793 nahezu konstant.
| Jahr                       | 1962 | 1968 | 1975 | 1982 | 1990 | 1999 | 2008 | 2017 |
| Einwohner                  | 981  | 974  | 1054 | 866  | 910  | 916  | 1099 | 1187 |
| Quellen: Cassini und INSEE |      |      |      |      |      |      |      |      |

## Sport
Im Jahr 2023 führte die Tour de France auf der 7. Etappe durch Béguey. Auf der D13 wurde mit der Côte de Béguey (84 m) eine Bergwertung der 4. Kategorie abgenommen. Diese sicherte sich der Franzose Pierre Latour.

## Sehenswürdigkeiten

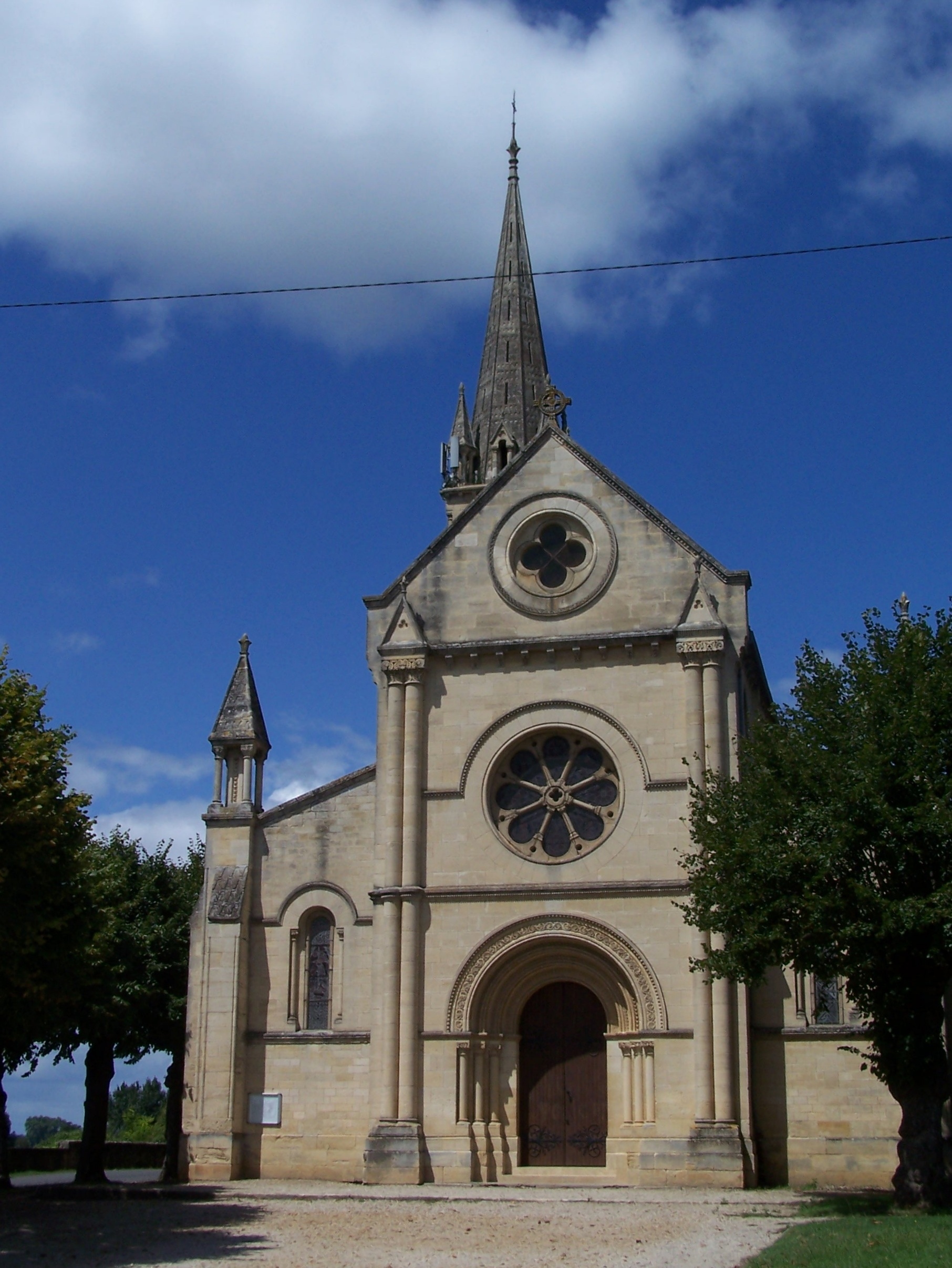
Kirche Saint-Saturnin

- Kirche Saint-Saturnin

## Wirtschaft
Béguey ist eine Weinbaugemeinde. Die Rebflächen gehören zu den Appellationen Premières Côtes de Bordeaux und Cadillac.